# Mazerolles (Vienne)
Mazerolles is een gemeente in het Franse departement Vienne (regio Nouvelle-Aquitaine) en telt 763 inwoners (1999). De plaats maakt deel uit van het arrondissement Montmorillon.

## Geografie
De oppervlakte van Mazerolles bedraagt 21,1 km², de bevolkingsdichtheid is 36,2 inwoners per km².
De onderstaande kaart toont de ligging van Mazerolles (Vienne) met de belangrijkste infrastructuur en aangrenzende gemeenten.

## Demografie
Onderstaande figuur toont het verloop van het inwonertal (bron: INSEE-tellingen).